# Lista de canções gravadas por Melanie Martinez

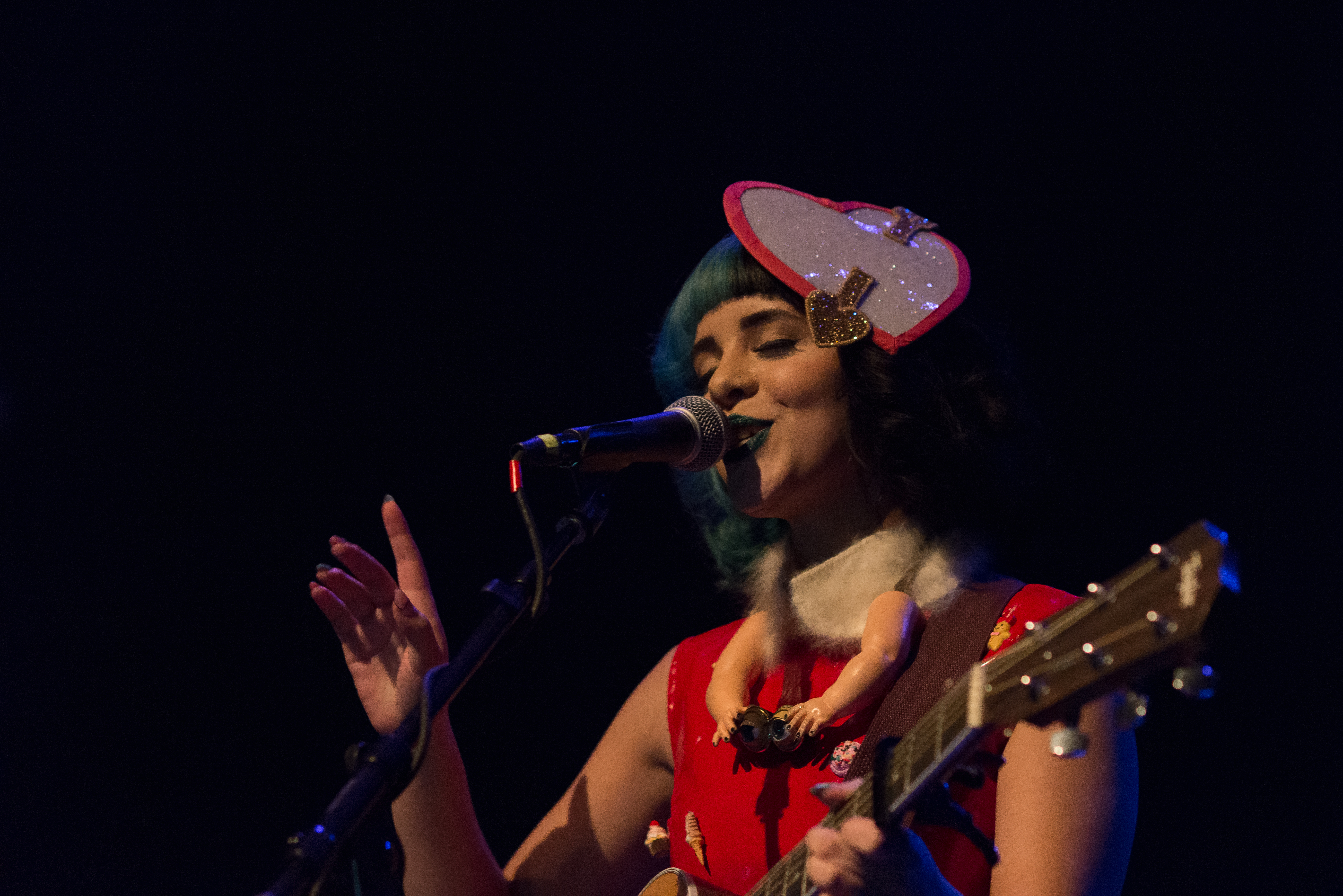
Melanie na sua digressão Dollhouse Tour em fevereiro de 2014.

Este anexo lista as canções interpretadas e escritas por Melanie Martinez, natural dos Estados Unidos. Consiste em material que foi gravado pela cantora que tenha sido lançado em algum formato ou que nunca tenham sido promovidas, embora exista registro legal no organismo de defesa de compositores musicais Broadcast Music Incorporated (BMI). Alguns destes trabalhos registados nunca foram exercidos pela cantora, muitas vezes por decisão da editora discográfica de retirar do alinhamento dos projetos da artista.
A discografia da cantora consiste em um álbum de estúdio e um extended play, que juntamente com as faixas bônus, conta com dezoito faixas totais. O reportório da artista ocorre num período de atividade desde 2014, e foram legalizadas mais de quarenta canções creditando Martinez e/ou outras pessoas como compositora. A listagem conta ainda com algumas músicas que apenas foram vazadas na Internet, e que nunca foram registradas na BMI.

## Legenda
| † | Denota canções registadas através da Broadcast Music Incorporated (BMI). |
| * | Denota canções vazadas pela internet, sendo nunca registradas.           |

## Canções
| Título                                                                                          | Compositor(es)                                             | Álbum                        | Notas |
| ----------------------------------------------------------------------------------------------- | ---------------------------------------------------------- | ---------------------------- | --- |
| "Alone"†                                                                                        | Melanie Martinez                                           | —                            | — |
| "Alphabet Boy"†                                                                                 | - Melanie Martinez - Kinetics & One Love                   | Cry Baby                     | - Kinetics & One Love são creditados na composição como Jeremy Dussolliet e Timothy Sommers.                                                                |
| "Birthing Addicts"†                                                                             | Melanie Martinez                                           | —                            | — |
| "Bittersweet Tragedy"†                                                                          | - Melanie Martinez - Robopop                               | Dollhouse                    | - Robopop é creditado na composição como Daniel Omelio. |
| "Bones are Blue"†                                                                               | Melanie Martinez                                           | —                            | — |
| "Bombs on Monday"*                                                                              | —                                                          | —                            | - Música retirada do alinhamento de Cry Baby, e posteriormente vazada em janeiro de 2016.                                                                   |
| "Cake"†                                                                                         | - Melanie Martinez - Kara DioGuardi - Christopher J. Baran | - Cry Baby - (versão deluxe) | — |
| "Carousel"†                                                                                     | - Melanie Martinez - Kinetics & One Love                   | Dollhouse/Cry Baby           | - Kinetics & One Love são creditados na composição como Jeremy Dussolliet e Timothy Sommers.                                                                |
| "Cry Baby"†                                                                                     | - Melanie Martinez - Kinetics & One Love                   | Cry Baby                     | - Kinetics & One Love são creditados na composição como Jeremy Dussolliet e Timothy Sommers.                                                                |
| "Curly Cue"†                                                                                    | Melanie Martinez                                           | —                            | — |
| "Dead to Me"†                                                                                   | - Melanie Martinez - Kinetics & One Love                   | Dollhouse                    | - Kinetics & One Love são creditados na composição como Jeremy Dussolliet e Timothy Sommers.                                                                |
| "Dear Porcupine/Dear Porcupines"†                                                               | Melanie Martinez                                           | —                            | - A canção foi registrada duas vezes com nomes diferentes, e é incerto se essas diferem nas letras.                                                         |
| "Dollhouse"†                                                                                    | - Melanie Martinez - Kinetics & One Love                   | Dollhouse/Cry Baby           | - Kinetics & One Love são creditados na composição como Jeremy Dussolliet e Timothy Sommers.                                                                |
| "Dressed in Mistakes/Mistakes"†                                                                 | - Melanie Martinez - Robopop                               | —                            | - A canção foi registrada duas vezes com nomes diferentes, e é incerto se essas diferem nas letras. - Robopop é creditado na composição como Daniel Omelio. |
| "Heart at the Door"†                                                                            | - Melanie Martinez - Syience                               | —                            | - Syience é creditado na composição como Reginald Perry. |
| "I Think I'm Crazy"†                                                                            | Melanie Martinez                                           | —                            | — |
| "Intervals"†                                                                                    | Melanie Martinez                                           | —                            | — |
| "Mad Hatter"†                                                                                   | - Melanie Martinez - Kinetics - Frequency - Aalias         | Cry Baby                     | - Kinetics, Frequency e Aalias são creditados na composição como Jeremy Dussolliet, Bryan Fryzel e Aaron Kleinstub.                                         |
| "Milk and Cookies"†                                                                             | - Melanie Martinez - Kinetics - Richard Markowitz          | Cry Baby                     | - Kinetics é creditado na composição como Jeremy Dussolliet.                                                                                                |
| "Million Men"†                                                                                  | Melanie Martinez                                           | —                            | — |
| "Mrs. Potato Head"†                                                                             | - Melanie Martinez - Kinetics & One Love                   | Cry Baby                     | - Kinetics & One Love são creditados na composição como Jeremy Dussolliet e Timothy Sommers.                                                                |
| "Night Mime"†                                                                                   | - Melanie Martinez - Kinetics - Rick Markowitz             | —                            | — |
| "One"†                                                                                          | Melanie Martinez                                           | —                            | — |
| "Pacify Her"†                                                                                   | - Melanie Martinez - Chloe Angelides - Michael Leary       | Cry Baby                     | — |
| "Pity Party"†                                                                                   | - Melanie Martinez - Kara DioGuardi - Christopher J. Baran | Cry Baby                     | — |
| "Play Date"†                                                                                    | - Melanie Martinez - Jennifer Decilveo                     | - Cry Baby - (versão deluxe) | — |
| "Psycho Lovers"†                                                                                | - Melanie Martinez - Robopop                               | —                            | - Robopop é creditado na composição como Daniel Omelio. |
| "Race"†                                                                                         | Melanie Martinez                                           | —                            | — |
| "Rough Love"†                                                                                   | Melanie Martinez                                           | —                            | — |
| "Run"†                                                                                          | Melanie Martinez                                           | —                            | — |
| "Schizo"†                                                                                       | - Melanie Martinez - Kinetics & One Love                   | —                            | - Kinetics & One Love são creditados na composição como Jeremy Dussolliet e Timothy Sommers.                                                                |
| "Sippy Cup"†                                                                                    | - Melanie Martinez - Kinetics & One Love                   | Cry Baby                     | - Kinetics & One Love são creditados na composição como Jeremy Dussolliet e Timothy Sommers.                                                                |
| "Smoke"†                                                                                        | Melanie Martinez                                           | —                            | — |
| "Soap"†                                                                                         | - Melanie Martinez - Emily Warren - Kyle Shearer           | Cry Baby                     | — |
| "Stay for Love"†                                                                                | - Melanie Martinez - Neon Hitch - John Feldman             | —                            | — |
| "Tag, You're It"†                                                                               | - Melanie Martinez - Richard Markowitz - Harris Scott      | Cry Baby                     | — |
| "Teddy Bear"†                                                                                   | - Melanie Martinez - Phoebe Ryan - Felix Snow              | - Cry Baby - (versão deluxe) | — |
| "Thousand Words"†                                                                               | - Melanie Martinez - Neon Hitch - John Feldman             | —                            | — |
| "Time Flies"†                                                                                   | Melanie Martinez                                           | —                            | — |
| "Training Wheels"†                                                                              | - Melanie Martinez - Babydaddy                             | Cry Baby                     | - Babydaddy é creditado na composição como Scott Hoffman.                                                                                                   |
| "Until Sunrise"†                                                                                | - Melanie Martinez - Syience                               | —                            | - Syience é creditado na composição como Reginald Perry. |
| "You Love I"†                                                                                   | - Melanie Martinez - Kinetics & One Love                   | —                            | - Kinetics & One Love são creditados na composição como Jeremy Dussolliet e Timothy Sommers.                                                                |
| "—" em álbuns: denota que a canção é sem álbum. "—" em notas: não há observações para a canção. |                                                            |                              | |